# إغوانة سان استيبان
إغوانة سان استيبان (الاسم العلمي: Ctenosaura conspicuosa) (بالإنجليزية: San Esteban iguana)‏ هي نوع من الزواحف تتبع جنس الإغوانة الشائكة الذيل من الفصيلة الإغوانية.